# Orangeburg (Caroline du Sud)
Pour les articles homonymes, voir Orangeburg.
La ville d’Orangeburg est le siège du comté d'Orangeburg, dans l’État de Caroline du Sud, aux États-Unis. Sa population s’élevait à 13 964 habitants lors du recensement de 2010.

## Histoire
En 1730, la ville fondée initialement en 1704 est nommée Orangeburg, en l'honneur de Guillaume IV d'Orange-Nassau, prince d'Orange, et gendre du roi George II Auguste de Grande-Bretagne.

## Personnalités liées à la ville
L’actrice Monique Coleman, l’une des six stars de la saga High School Musical, est née à Orangeburg.
Le catcheur Shelton Benjamin vient également d’Orangeburg.

## Démographie
| 1860 | 1870 | 1880  | 1890  | 1900  | 1910  |
| ---- | ---- | ----- | ----- | ----- | ----- |
| 997  | 246  | 2 140 | 2 964 | 4 455 | 5 906 |

| 1920  | 1930  | 1940   | 1950   | 1960   | 1970   |
| ----- | ----- | ------ | ------ | ------ | ------ |
| 7 290 | 8 776 | 10 521 | 15 322 | 13 852 | 13 252 |

| 1980   | 1990   | 2000   | 2010   | - | - |
| ------ | ------ | ------ | ------ | - | - |
| 14 933 | 13 739 | 12 765 | 13 964 | - | - |